# ابراهیم خجندی
ابومحمد، ابراهیم بن احمد خُجَندی ملّقب به برهان‌الدین (۱۳۷۷–۱۴۴۷ق) ادیب، نویسنده و شاعر حجازی خراسانی‌اصل در نیمهٔ اول سده نهم هجری بود. «شرح الأربعین النوویة» از آثار اوست.